# Bon Ingen-Housz
Bonaventura Maria Alphonsus (Bon) Ingen-Housz (Breda, 25 april 1881 – aldaar, 16 december 1953) was een Nederlands beeldhouwer.

## Leven en werk
Bon Ingen-Housz (ook wel B.M.A. Ingen-Housz, M.A. Ingen-Housz, Bon IngenHousz of Bon Ingen Housz) is een telg van een vooraanstaande Bredase familie, die voornamelijk bestond uit bankiers en artsen (onder anderen Jan Ingenhousz). Hij werd opgeleid aan de Rijksnormaalschool voor Teekenonderwijzers en de Rijksakademie van beeldende kunsten in Amsterdam. Hij was in 1908 de winnaar van de Prix de Rome voor beeldhouwkunst, met een beeld van Mercurius.
Ingen-Housz werkte mee aan diverse grote beeldhouwprojecten in Amsterdam (Stedelijk Museum Amsterdam en grafmonument voor Jo van Heutsz), Den Haag en Rotterdam. Ingen-Housz was docent aan de Academie van Beeldende Kunsten in Den Haag van 1918 tot 1946. Tot zijn leerlingen behoorden Geurt Brinkgreve, Dirk Bus, Joop van Kralingen, Elisa van Mastrigt, Theo van der Nahmer en Bram Roth.
In de collectie van het Breda's Museum bevindt zich een geschilderd portret van de kunstenaar door Henk Meijer.

## Werken (selectie)
- 1914 : Jacob Cornelisz. van Oostsanen (project van zeven beelden Stedelijk Museum Amsterdam)
- 1916 : Willem Schürmann-fontein (bronzen fluitspeelster) met Charles van Wijk (fontein), Parklaan in Rotterdam (oorspronkelijk stond er een engel van Van Wijk zelf op de fontein, maar deze werd gestolen)
- 1920 : Neptunus en Mercurius, Stadhuistuin in Rotterdam
- 1924 : Zuil en gedenksteen, Buitenhof in Den Haag - met Hendrik Petrus Berlage
- 1927 : Juliana van Stolberg en haar vijf zoons, Kon. Emmalaan bij de Juliana van Stolberglaan in Den Haag
- 1927 : beelden voor Grafmonument van Jo van Heutsz, De Nieuwe Ooster in Amsterdam
- 1932 : Nicolaas Dames-monument, Heereweg in Lisse
- 1954 : Pools monument, Wilhelminapark in Breda[4]

## Fotogalerij

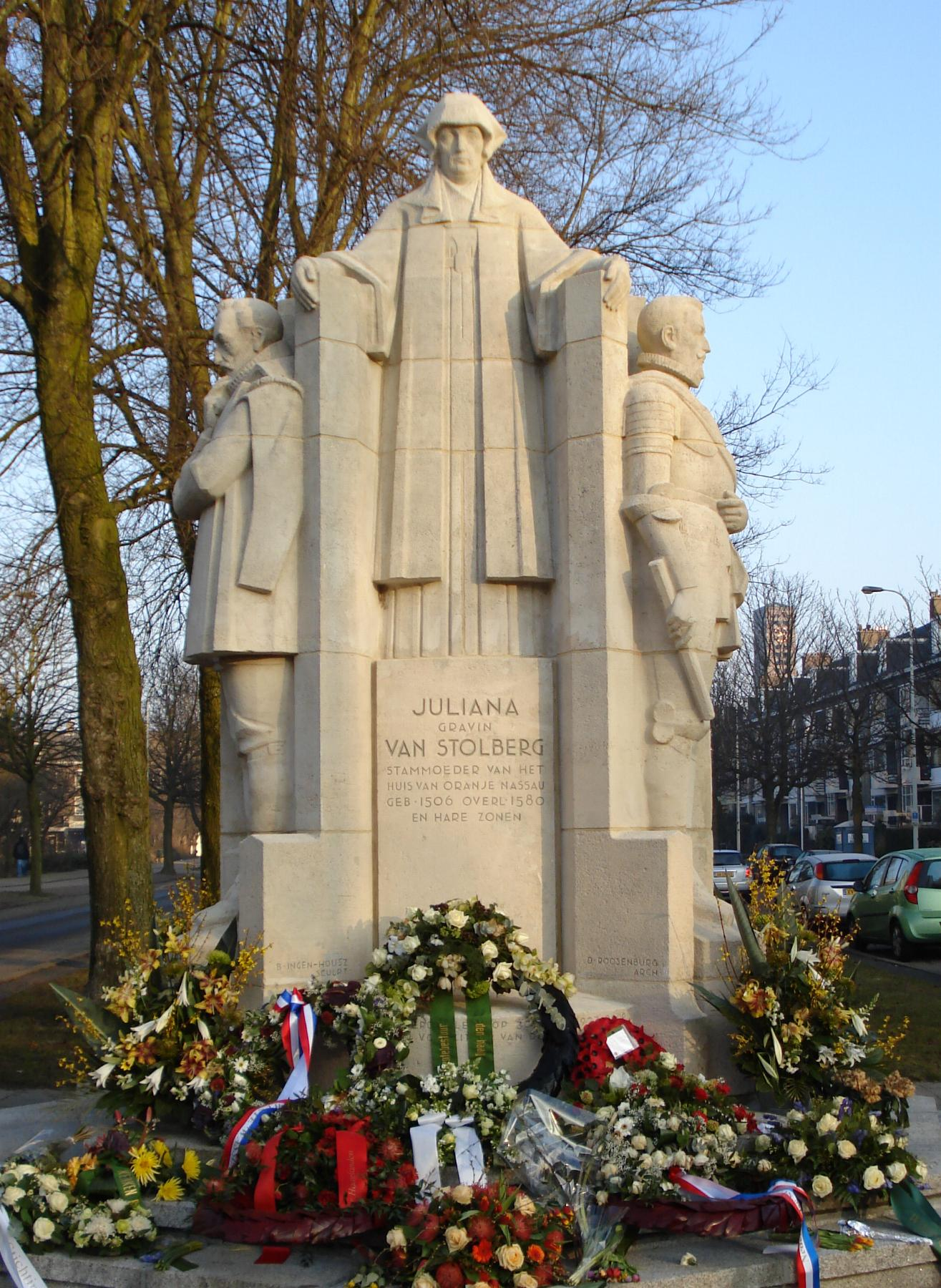
Monument Juliana van Stolberg, Den Haag
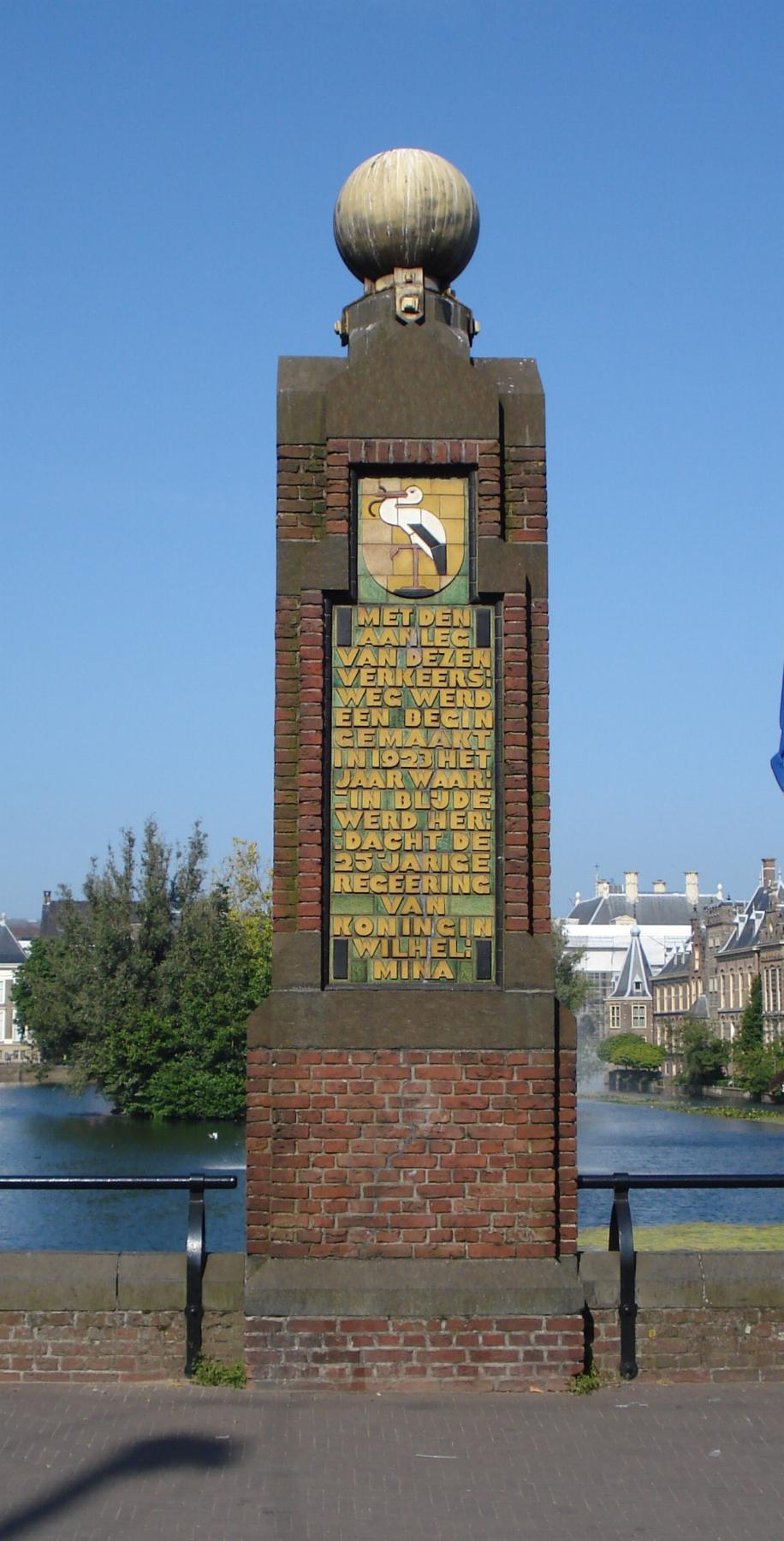
Buitenhof, Den Haag
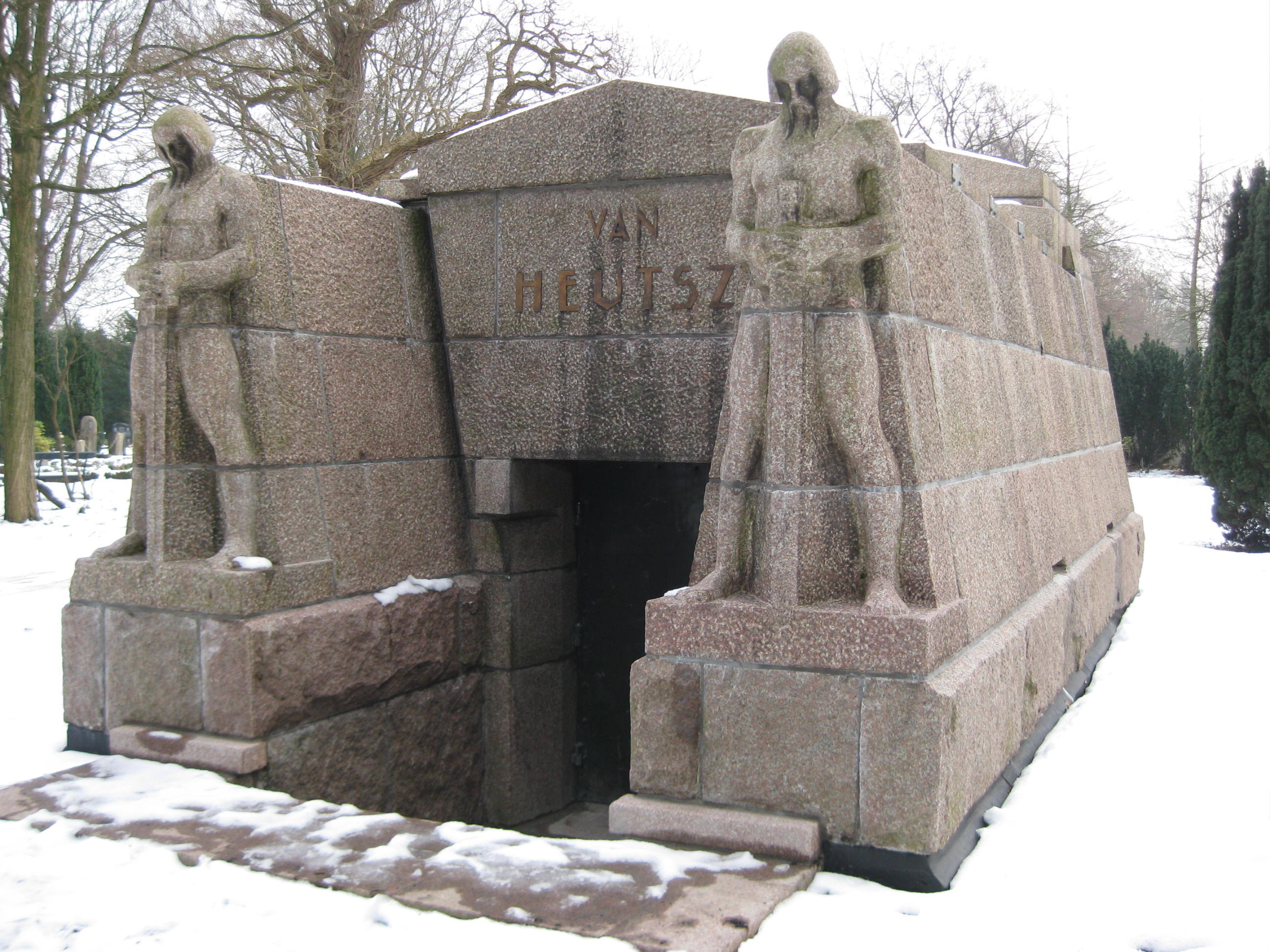
Grafmonument van Heutsz, Amsterdam

- Biografisch Portaal: 98852748
- RKD-Nederlands Instituut voor Kunstgeschiedenis: 41050
- Union List of Artist Names: 500681282